# Diduktory
Diduktory – mięśnie charakterystyczne dla ramienionogów z podtypu Rhynchonelliformea.
Diduktory odpowiedzialne są za otwieranie czyli rozwieranie muszli. W ich skład wchodzą dwie pary mięśni. Punkty przyczepu na skorupce grzbietowej zlokalizowane są przy tylnej jej krawędzi, ku tyłowi od osi zawiasowej lub dystalnie na wyrostku zawiasowym, co usprawnia obrót muszli. Z drugiej strony główna ich para doczepia się zwykle do skorupki brzusznej po każdej stronie zwieraczy, wraz z dodatkową parą tylną.